# ويليام كراونينشيلد إنديكوت
ويليام كراونينشيلد إنديكوت هو محامي وقاضي وسياسي أمريكي، ولد في 19 نوفمبر 1826 في سالم في الولايات المتحدة، وتوفي في 6 مايو 1900 في بوسطن في الولايات المتحدة. نشط حزبياً في الحزب الديمقراطي. وقد انتخب وزير حرب الولايات المتحدة.